# جون سوتون (لاعب كرة قدم)
جون سوتون (بالإنجليزية: John Sutton)‏ (26 ديسمبر 1983 في المملكة المتحدة - ) هو لاعب كرة قدم بريطاني في مركز الهجوم. لعب مع توتنهام هوتسبير وريث روفرز وسانت جونستون وسنترال كوست مارينرز وسويندون تاون ونادي دندي ونادي سانت ميرين ونادي كارلايل يونايتد ونادي ماذرويل ونادي ميلوول وويكمب وندررز وهارت أوف ميدلوثيان.

## وصلات خارجية
- جون سوتون على موقع قاعدة بيانات كرة القدم.إي يو (الإنجليزية)
- جون سوتون على موقع Soccerbase.com (لاعب) (الإنجليزية)
- جون سوتون على موقع Soccerway.com (الإنجليزية)